# Yevgeni Chernyshyov
Yevgeni Vasilyevich Chernyshov (em russo: Евгений Васильевич Чернышёв: Moscou, 22 de fevereiro de 1947) é um ex-handebolista soviético, campeão olímpico.
Aleksandr Anpilogov Fez parte do elenco campeão olímpico de handebol nas Olimpíadas de Montreal de 1976, e prata em Moscou 1980.